# 光市立大和中学校
光市立大和中学校（ひかりしりつやまとちゅうがっこう）は、山口県光市にある公立中学校。
旧大和町全域を校区とする中学校で、生徒数約200名の小規模学校。
校外活動に力を入れており、かつて山村進が校長であった2008年（平成20年）には第16回全国中学校駅伝大会に男女アベック出場（女子は2年連続）し、女子が全国優勝を果たしている。また、NHK全国短歌大会・NHK全国俳句大会での受賞経歴もある。